# Myusyuslyu
Myusyuslyu är en ort i Azerbajdzjan.   Den ligger i distriktet Ujar Rayonu, i den centrala delen av landet, 170 km väster om huvudstaden Baku. Antalet invånare är 1 427.
Terrängen runt Myusyuslyu är mycket platt. Närmaste större samhälle är Bargyushat, 8,6 km sydväst om Myusyuslyu.
Trakten runt Myusyuslyu består till största delen av jordbruksmark. Runt Myusyuslyu är det ganska tätbefolkat, med 80 invånare per kvadratkilometer.